# ラメイ島虐殺事件
ラメイ島虐殺事件（－とうぎゃくさつじけん）とは、1633年から1636年にかけて、オランダの支配下にあった台湾近くのラメイ島で発生した原住民の反オランダ抗争とその報復として行われたオランダ側による住民の虐殺及び強制連行事件（ただし、小規模かつ最終的なものは1640年に行われている）。
ラメイ島は現在の屏東県琉球郷に属する琉球嶼のことで、生き残りが全て奴隷として連行されてしまったために同島は一時無人となった。現在の住民のほとんどは台湾が清の支配下に置かれて以後に中国大陸などから移民してきた中国系住民（漢民族）が占めている。現地では「烏鬼番」と呼ばれる原住民が泉州からの移民（すなわち漢民族）に皆殺しにされたという「烏鬼伝説」が伝えられているが、史実ではない（ただし、オランダ軍の中に台湾本土の原住民や漢民族も含まれていた）。
本項目では、注記が無い限りは「原住民」は元々ラメイ島（琉球嶼）に住んでいた人々、島民は彼らを含めて歴史的にこの島に居住してきた人々を指すものとする。

## 概要

### 前史
台湾に最初にキリスト教を広めたとされるジョージアス・カンディディウスが当時の台湾行政長官ピーテル・ノイツに充てた書簡（1628年12月27日付）によれば、フォルモサ（台湾）から約3マイル離れた場所に現地人がトゥギン（Tugin）と呼ぶ一小島がある。この島の別名は、ラメイ（Lamay）もしくはランベイ（Lambay）とも呼ばれているが、ヨーロッパ人はガウテン・レーウ（Gouden Leeuw）と呼んだ。これはかつてこの島に漂着して補給を求めて船長らが上陸したところ、現地の島民（原住民）に全乗員を殺害された船の名であるという。ただし、この船に関する記録はジョージアス・カンディディウスの書簡以前には見られず詳細は不明である。ただ、第二次侵攻時に捕えられた現地の首領らから数年前に船が座礁して生き残って島に漂着した船員と住民の間でトラブルが発生して船員が殺害されたという証言を得ていること（『ゼーランディア城日誌』1636年5月1-4日条）や侵攻決定の際に「様々な問題」があったとしていることから、少なくても1633年の段階で、台湾のオランダ人とラメイ島の原住民の間にいくつかのトラブルが存在し、それがラメイ島攻撃の理由となったと考えられている。

### 第一次侵攻
1633年11月、オランダ台湾政庁の最高決定機関である台湾評議会が様々な問題を解決するためにラメイ島を攻撃することを決定した。『ゼーランディア城日誌』11月8日条には、300名の白人兵士と現地住民であるシンカン（新港）・サウラン（蕭壠）両社（集落）の人々若干をラメイ島に派遣することを決定し、4日後に彼らは2艘のヤハト船と4艘のジャンク船に分乗してラメイ島に向かった。18日から23日にかけて6隻の船は帰還したものの、兵士数名が原住民に殺害され、交戦したものの、原住民が洞窟に洞窟の奥に逃れてしまったため、やむなく島の集落を焼き払って家畜の豚を殺害したのみで帰還したとの報告が政庁に出された。その後、ラメイ島とも交流があるパングソィヤ（放索仔）社の頭領を仲介者として連れてラメイ島に派遣して和平協議に当たらせようとした。だが、ラメイ島の住民はオランダ人を信用せずに島に上陸しての話し合いを望み、オランダ人側も原住民を恐れて船内での交渉を主張した。両者ともに相手に騙し討ちにされることを恐れて交渉場所に関する譲歩を拒絶したため、交渉に入る前に挫折した。

### 第二次侵攻
1636年4月16日、遅々として進まない交渉に業を煮やした台湾評議会はラメイ島の完全征服を決議する。計画によればJ.Linga（リンガ）中尉を指揮官としてジョージアス・カンディディウスらを補佐とすることとし、食料などを持参して持久戦の用意をして、1ヶ月は現地に留まって原住民を洞窟に追い込み、食料が尽きて出てきたところを一網打尽とするというものであった。4月19日にオランダ人の兵士・船員100名およびシンカン社などから得た援軍70―80名程度が3艘のジャンク船と数艘のサンバン船に分乗して、ラメイ島に向かった。ところが、数日して船団が下淡水（現在の東港鎮付近）に戻ってきてしまう。行政長官ハンス・プットマンスがリンガ中尉に問いただしたところ、21日に上陸して20名余りの住民と交戦してこれを撃破、住民が逃げ出した集落を占拠・焼き払ったものの、飲料水が無くて撤退したというものであった。長官は水が無ければヤシの実の汁で代用すること、原住民の洞窟の周辺を垣根で囲み、更に煙で洞窟から追い立てるように指示して再出発を命じた。26日にシンカン・パングソィヤ両社から新たに80名ずつの援軍を得て下淡水を出発した。現地に通じたシンカン・パングソィヤの住人がラメイ島の原住民が隠れている洞窟を発見、合わせて洞窟に3ヶ所の出入口があるのを確認した。そこでオランダ人は出入口を占拠してうち2ヶ所は土砂などで埋め尽くし、残り1ヶ所から煙を流し込んだ。その結果、4月29日に42名、5月3日に79名の原住民が投降し、その多くが女性と子供であった。その後も投降が続いた。5月1日から4日にかけてオランダの台湾統治の中心地であったタイオワン（現在の台南市安平区）にはラメイ島原住民222名が連行された。また、現地ではオランダ船だけではなく、台湾支配を巡って競争関係にあったイスパニアなどのヨーロッパの他国船の難破の痕も確認された。5月7日時点で洞窟の大部分の制圧は終わったが、オランダ人が確認した限りにおいて洞窟にいたのは約540名でそのうち捕虜になったのは323名であった。つまり、差し引き200名余りが激しい煙攻めによって死亡したことになる。彼らは原住民が頑固で投降を拒み続けたことが多くの死者を出した原因であると主張したが、実際には原住民側から出された和平交渉の要請を全て撥ね退け、かつ捕えられてもなお抵抗する原住民を容赦なく射殺したとされている。5月12日、プットマンス長官と評議会はラメイ島にオランダ兵30名を常駐させて引き続き原住民捕捉に努めることを決定した。5月30日に柵などの常駐設備が完成し、原住民の多くを捕獲したとする商館員からの報告書が提出され、6月2日に30名の駐留兵を残して撤退した。同日付の『ゼーランディア城日誌』には、リンガ中尉らからの報告などを引用してラメイ島の推定人口を1000人、うち捕虜になったのは500名で、現時点で生きているのは男性134名、女性157名、子供192名でその他は死亡した可能性が高いとしている。もっとも、今回の戦闘の規模や以後も2度の侵攻が行われたことから、全人口及び死亡者数はもっと多かった可能性がある。

### 第三次侵攻
1636年6月末、もう原住民がいないと思われたラメイ島内で3名の兵士が惨殺された。これを見たオランダ人たちはこれまでの自分達の残虐行為を棚に上げて原住民を「彼らが殺人を好む習性を持つ」蛮族であるとして徹底して原住民を排除する必要があると主張した。7月2日に第三次侵攻が決定され、7日にはリンガ中尉率いるオランダ兵の増援30名に台湾各地の原住民から選抜された300名の協力隊員が島に上陸した。今回は出来るだけ道を切り開いて徹底的に原住民を取り除くことが指示されていた。だが、台湾原住民の協力隊員は土木作業や長期の滞在に不満を抱いたことから、12日には早くも帰還してしまった。それでも原住民30名の首級と捕虜にした青年1名を連れて帰り、またその他の捕虜は協力隊員によって女性や子供も含めて全員処刑されたことが報告された。ところが、その後も原住民の情報が伝えられたために、台湾政庁では力づくの措置のみでは原住民の排除は困難と判断、8月21日に行政長官と評議会は宣撫策への変更を決定した。これはリンガ中尉に少数の護衛と捕虜となった原住民を付けて派遣して身の安全の保障と引き換えに投降を迫ると言うもので、9月9日から実施された。生活・社会基盤を徹底して破壊された原住民は数人が抵抗して殺害された他は、100名以上が投降して、タイオワンに連行されていった。これによって原住民の根こそぎ排除を実現したとして24日には駐留兵を15人に削減した上で撤退した。この年の12月28日付の『東インド事務報告』には554名の原住民を連行し、残り300名余りが殺害されたと記されており、これは11月26日付の『バタヴィア城日誌』の記載とも合致するため、この数字が公式の数字であったと考えられている。もっとも、実際の報告（先の『ゼーランディア城日誌』）などの数字を考慮すれば、死者の数はもっと多かったと考えられている。

### 第四次侵攻
歴史的に著名なのは第三次侵攻まででその結果ラメイ島の住民のほとんどが殺害もしくは台湾に連行されて文字通りの「根こそぎ」状態にされたものの、実は島内にはわずかながら生き残りが残されていた。1637年に先のラメイ島侵攻にも協力したパングソィヤ社との関係が悪化した台湾政庁は行政長官ヨハン・ヴァン・ディア・ブルフ自らパングソィヤの討伐を決断、11月27日に出発した船団は途中、第三次侵攻から1年余りを経たラメイ島に立ち寄った。そこで、生き残りの原住民63人と会見してこれ以上濫妨を働かないように慈悲を求められた。ブルフもこれ以上の作戦に意味が無いと考え、この要望を受け入れ、翌年9月30日には残されていた駐留兵16名も島から撤退した。ところが、1640年にブルフが退任してパウルス・トラウデニスが長官となると、全原住民の排除が今後の島の経営上必要との意見が出され、12月20日に評議会は再度の侵攻を決定、これに従って12月27日にはリンガ中尉が60名の兵士とともにラメイ島に乗り込み、翌年1月2日には改めて16名の兵士を駐留させ、38名の原住民を連行してタイオワンに帰還した。その後も20名程の住人がいた可能性があるが、連行に関する記事が無い一方で、鄭氏政権もしくは清朝統治初期の段階で琉球嶼を「無人島」とする認識があったことから、オランダ統治時代が終焉した1662年段階で、原住民に相当する島民は島内においてはいなくなってしまったと見られている（このことが、オランダ統治時代に同島が無人になったことを意味する訳ではないのに注意を要する）。なお、度重なる侵攻によって殺害された原住民の遺骸は葬られることもなく遺棄・放置されて朽ち果てたと言われている。これが後の「烏鬼伝承」のモデルになった可能性がある。

### その後

#### 原住民の行方
前述の通り、1636年12月28日付の『東インド事務報告』には554名が島から連行され、その後の連行者も若干名いたと考えられている。更に続いて、この中でも才能があり健康で容姿端麗な172名をオランダのアジア進出の拠点であったバタヴィア（現在のインドネシアジャカルタ）に送り、残った者のうち、抵抗した者は全て鎖でつなぎ奴隷としてワンカン（現在の嘉義県布袋鎮）やタイオワンで労働に従事させたとある。これは1634年に中国の海賊である劉香によるワンカンとタイオワンが攻撃され、タイオワンにあったオランダ政庁（ゼーランディア城）も被害を受けた事に対する対応の一環であったと考えられている。更に婦人や子供はシンカン社の間でバラバラに住まわせてキリスト教化を進めたことも記されている。これは『ゼーランディア城日誌』に記された評議会決議、すなわち捕えられた全ての女性と10歳以下の男子をシンカン社に与えるが、奴隷扱いすることは認めないとするものと合致している。これは、シンカン社と台湾政庁の関係が良好でキリスト教にも好意的かつラメイ島侵攻にも一貫して協力的であったことに配慮したものと考えられている。また、『バタヴィア城日誌』1645年3月1日条所収の「台湾報告抄」によれば、その後一般男性の一部もシンカン社に送られたという。だが、シンカン社の居住地（現在の台南市新市区）においてラメイ島の人々が半ば奴隷扱いされ、オランダ人もこれを黙認していたことをうかがわせる記述も残されている（『ゼーランディア城日誌』1637年7月11日ほか）。だが、時代が下るとラメイ島の人々がシンカン社の人々と同化していったことが推測され、シンカン社の指導者の中にラメイ島出身を意味するラメイヤー（Lameyer）を名乗る人物も登場するようになる。また、1645年頃の長崎オランダ商館長のピーター・アントニスゾーン・オーフルトワーテルの下僕にピーテル・ラメイヤー（Pieter Lameyer）という人物が登場する。その一方で過酷な奴隷労働で命を落としたり、流浪の生活を余儀なくされた人々も少なからずいたと考えられている。
その後の台湾の支配勢力の変遷によるラメイ島での虐殺・連行事実の忘却化によって、台湾本土あるいはインドネシアに送られた原住民の生き残りがどうなったかを知ることは事実上不可能となっている。

#### 「ラメイ島」から「小琉球」へ
相当数の原住民を殺害あるいは連行によって一掃した第三次侵攻後、台湾行政政庁はラメイ島の今後の経営について検討を行った。第三次侵攻から半年後の1636年12月28日付けの『東インド事務報告』にはココヤシの栽培のために、300レアルで中国人に賃貸したことが記されている。なお、パウルス・トラウデニス行政長官就任時の月俸が210グルデン（＝70レアル）であったことが知られており、かなりの高額であった。だが、ラメイ島の経営は困難を極めたらしく、1645年4月28日付の『ゼーランディア城日誌』に記された賃貸価格は70レアルと大幅に引き下げられている。また、1637年のブルフ行政長官と原住民との会談から第四次侵攻の間の複雑な方針変更の背景にも島の経営問題が関与していたと考えられている。皮肉にも中国人による農場経営が軌道に乗ったことを知ることが出来るのは1661年暮れに鄭成功によるゼーランディア城攻撃に備えてラメイ島から大量のヤシの実やヤギ、野菜などの物資を調達したという『バタヴィア城日誌』の記事によってである。そして、翌年の同城陥落によってオランダの台湾支配は終焉し、鄭氏政権が成立すると、程なく台湾海峡で対峙する大陸側の清朝との対抗上、島から中国系住人を排除して無人化を進めたと見られている。これは鄭氏政権が崩壊した翌年である1685年に清朝の元で作成された『台湾府誌』には小琉球を無人と記しており、オランダ支配最末期にいた筈の中国系住民がわずか20年余りでいなくなるという不可解な状況から推測されることである。清朝支配下に入ると、かつてラメイ島と呼ばれていた島は「小琉球」と呼ばれるようになった。この名称は元は台湾本島自体を指す言葉であったが、清朝が台湾を平定した際に冊封関係にあった琉球王国との区別のために「台湾」を呼称として採用して以来、何らかの事情で無人島となっていたこの島の名称として代わりに用いられるようになった。その後、薪などを採るために少数の近隣住民が住みつく例もあったが、朱一貴が蜂起した際に小琉球に立て籠もった集団があったことから、再び立入禁止とされた。後に禁止が解除されると、中国系の住民がこの島にも移住するようになったが、かつて人がいた痕跡がうかがえる島に人がいなくなった事情を詳しく知る者は誰もいなかった。これはラメイ島の事件の後に短期間で2度にわたって支配者が変更されたことにより、ラメイ島の事件はオランダ側の記録には残されていても、中国側の記録としては残されなかったことによる。そのため、これを説明するために生み出されたのが「烏鬼伝承」であった。
1894年に書かれた『鳳山県采訪冊』の「小琉球」（巻2・地輿2・諸山）の記事には島に村落が6ヶ所400戸、人口は2-3千人と現況を伝えた後で次の言い伝えを載せている。
（小琉球の石洞について）伝承によれば昔、烏鬼番と呼ばれる部族がここに集団をなして住んだ場所である（中略）。後に泉州人が彼の地に渡って開墾しようとしたところ、衝突が起こり、泉州人が夜に乗じて火を放ち、彼らは一人残らず焼き殺されてしまった……。
かつて、ここの原住民が石洞に追いつめられて凄惨な方法で殺害された事実を断片的に伝えているものの、オランダ人が行った事実はすっかり消されてしまい、中国系の漢民族（泉州人）による事件に置き換えられてしまっている。この伝承は日本支配下で『台湾地名辞書』（『大日本地名辞書』続編）を編纂した伊能嘉矩らによって継承され、今日でも通説扱いされているのが実情である。